# Castelo de Savonlinna
 Coordenadas : minutos ou segundos > 60

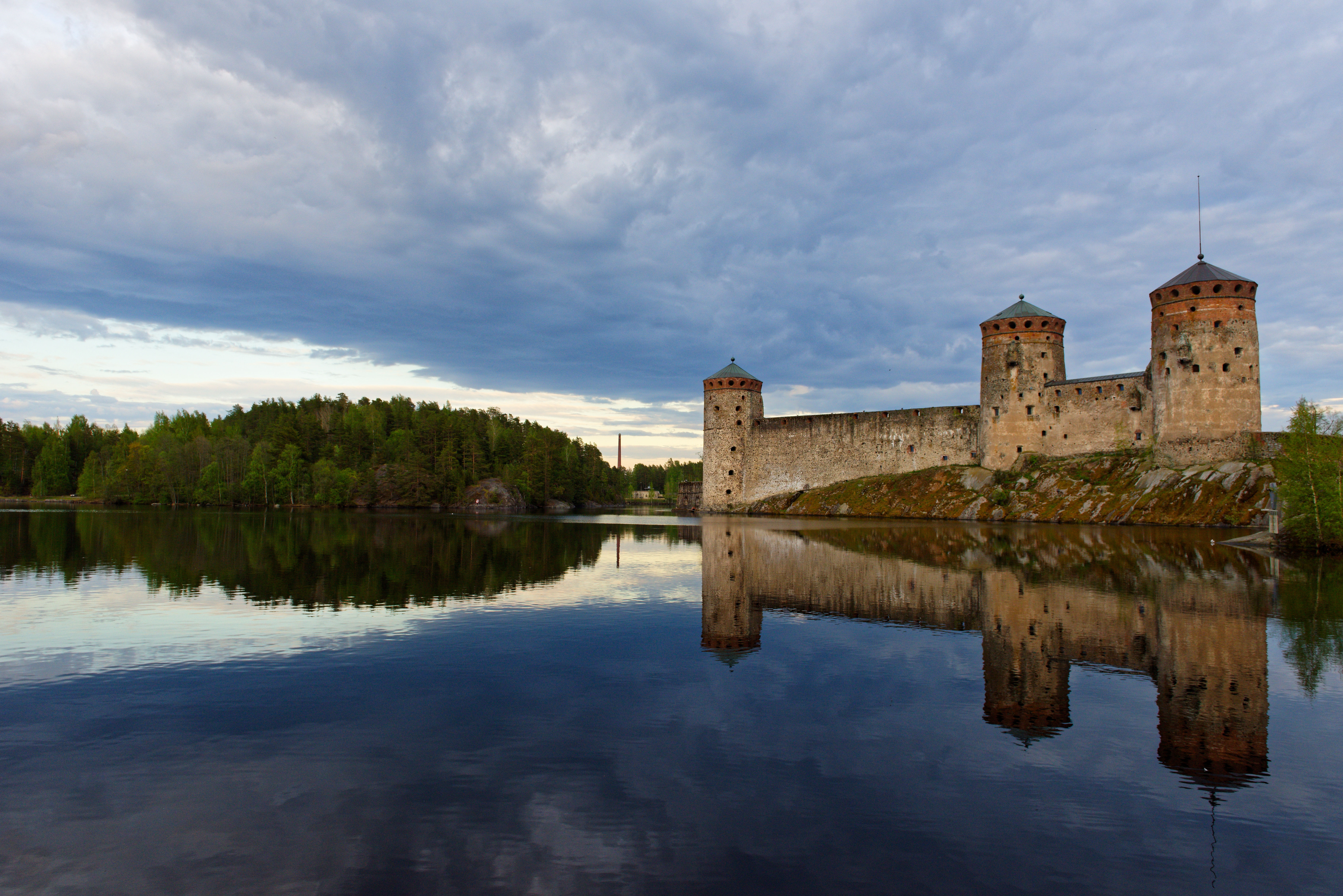
Castelo de Savonlinna, Finlândia.

O Castelo de Savonlinna localiza-se na cidade de mesmo nome, na região lacustre de Olavinlinna, na Finlândia Oriental.
Erguido a partir de 1475, é um dos castelos mais importantes do país, sendo o conjunto dominado por um imponente torreão, de planta circular.
Atualmente encontra-se em bom estado de conservação.